# Zintis Ekmanis
Zintis Ekmanis (* 17. Mai 1958 in Pabaži, Saulkrasti, Lettische SSR, Sowjetunion) ist ein ehemaliger Bobsportler, der für die Sowjetunion und Lettland startete.
Ekmanis startete seine sportliche Karriere als Dreispringer, wobei er 1980 Meister der lettischen SSR wurde. Im Herbst desselben Jahres wechselte er zum Bobsport und war in den 1980er Jahren einer der erfolgreichsten sowjetischen Bobpiloten. Mit seinem Bremser Wladimir Alexandrow gewann er 1984 die Bronzemedaille im Zweierbob bei den Olympischen Winterspielen in Sarajevo. Zusammen mit dem Bremser Nikolai Schirow gewann Ekmanis die Bronzemedaille bei der Bob-Weltmeisterschaft 1985 – ebenfalls die erste Medaille für das sowjetische Bobteam. Bei den Bob-Europameisterschaften konnte Ekmanis zwischen 1984 und 1990 einen kompletten Medaillensatz gewinnen. 1984 und 1985 erreichte er Bronze und Gold mit Wladimir Alexandrow als Anschieber, 1990 wurde er mit Juris Tone Zweiter. Bei seiner zweiten Olympiateilnahme 1988 in Calgary belegte Ekmanis mit Aivars Trops den neunten Rang. Ab 1992 startete er, nach der Auflösung der Sowjetunion, für Lettland. Bei den Olympischen Winterspielen 1992 in Albertville wurde er sowohl im Zweier- als auch im Viererbob 16; 1994 belegte er die Plätze 10 (Zweier) und 13 (Vierer). Des Weiteren wurde Ekmanis im Gesamtweltcup der Saison 1987/88 Dritter. 1987 und 1990 wurde er außerdem sowjetischer Meister und 1992 lettischer Meister, jeweils im Zweierbob.
Nach dem Ende seiner aktiven Karriere arbeitet Ekmanis unter anderem als Vizepräsident des lettischen Bobverbandes und Kommentator für Bobwettkämpfe im lettischen nationalen Fernsehen.